# سبدنشین صخره‌دوست
سبدنشین صخره‌دوست یا سبدنشین تنبل (نام علمی: Cisticola aberrans) نام یک گونه از سرده سبدنشین است.